# 今川氏真
今川 氏真（いまがわ うじざね）は、戦国時代から江戸時代初期にかけての武将、戦国大名、文化人。今川氏12代当主。
父・今川義元が桶狭間の戦いで織田信長によって討たれ、その後、今川家の当主を継ぐが武田信玄と徳川家康による駿河侵攻を受けて敗れ、戦国大名としての今川家は滅亡した。その後は同盟者でもあり妻の早川殿の実家である後北条氏を頼り、最終的には桶狭間の戦いで今川家から離反した徳川家康と和議を結んで臣従し庇護を受けることになった。氏真以後の今川家の子孫は徳川家に高家待遇で迎えられ、江戸幕府で代々の将軍に仕えて存続した。

## 生涯

### 家督相続
天文7年（1538年）、義元と定恵院（武田信虎の娘）との間に嫡子として生まれる。武田信玄の甥にあたる。幼名は今川氏代々の嫡男が名乗った竜王丸を称した。
天文20年（1551年）には甲相駿三国同盟の締結を前提として北条氏康の四女・早川殿と婚約し、遅くても天文22年（1553年）初頭までに元服して、今川氏代々の嫡男が名乗った仮名である五郎を称した。
天文23年（1554年）7月に早川殿と結婚するが、7つ年下と推定される早川殿との間にすぐに子供は誕生しなかった。
弘治2年（1556年）から翌年にかけて駿河国を訪問した山科言継の日記『言継卿記』には、青年期の氏真も登場している。言継は、弘治3年（1557年）正月に氏真が自邸で開いた和歌始に出席したり、氏真に書や鞠を送ったりしたことを記録している。
氏真は永禄元年（1558年）より駿河や遠江国に文書を発給しており、この前後に義元から氏真に家督が譲られたとするのが、研究上の見解である（#研究）。
この時期の三河国への文書発給は義元の名で行われていることから、義元が新領土である三河の掌握と尾張国からさらに西方への軍事行動に専念するため、氏真に家督を譲り形式上隠居し本国である駿河・遠江の経営を委ねたとする見方が提示されている。
永禄3年（1560年）5月19日、尾張に侵攻した義元が桶狭間の戦いで織田信長に討たれたため、氏真は今川家の領国を継承することとなった。
同年8月に安房国妙本寺に出した書状には「源氏真」の署名があるのに対し、翌年10月に出された将軍足利義輝の御内書は「上総介」充に出されているため、父の死からしばらくして今川氏代々の当主が名乗っていた受領名・上総介を称する許しを得たと考えられている。

### 相次ぐ離反
桶狭間の戦いでは、今川家の重臣（由比正信・一宮宗是など）や国衆（松井宗信・井伊直盛など）が多く討死した。義元体制を支えてきた重臣層や有力国衆の戦死は今川氏内部の体制の変化を迫るものとなった。三河・遠江の国人の中には、今川家の統治に対する不満や当主死亡を契機とする紛争が広がり、今川家からの離反の動きとなって現れた。
三河の国人は、義元の対織田戦の陣頭に動員されており、その犠牲も大きかった。氏真は三河の寺社・国人・商人に多数の安堵状を発給し、動揺を防ぐことを試みている。
しかし、西三河地域は桶狭間の合戦後旧領岡崎城に入った松平元康（永禄6年（1563年）に家康に改名）の勢力下に入った。永禄4年（1561年）正月には足利義輝が氏真と元康との和解を促しており、北条氏康が仲介に入ったこともあるが、元康は今川家と断交し、信長と結ぶことを選ぶ。この事態は氏真には痛恨の事態であり、後々まで「松平蔵人逆心」「三州錯乱」などと記して憤りを見せている。
東三河でも、国人領主らは氏真が新たな人質を要求したことにより不満を強め、今川家を離反して松平方につく国人と今川方に残る国人との間での抗争が広がる（三州錯乱）。永禄4年（1561年）、今川家から離反した菅沼定盈の野田城攻めに先立って、小原鎮実は人質十数名を龍拈寺で処刑するが、この措置は多くの東三河勢の離反を決定的なものにした。
元康は永禄5年（1562年）正月には信長と清洲同盟を結び、今川氏の傘下から独立する姿勢を明らかにする。永禄5年（1562年）2月、氏真は自ら兵を率いて牛久保城に出兵し一宮砦を攻撃したが、「一宮の後詰」と呼ばれる元康の奮戦で撃退されている。このとき、駿府に滞在していた外祖父・武田信虎の動きが不穏であり、氏真は途中で軍を返したともいう。永禄7年（1564年）6月には東三河の拠点である吉田城が開城し、今川氏の勢力は三河から駆逐される。
遠江においても家臣団・国人の混乱が広がり、井伊谷の井伊直親、曳馬城主・飯尾連龍、見付の堀越氏延、犬居の天野景泰らによる離反の動きが広がった（遠州忩劇、遠州錯乱）。永禄5年（1562年）には謀反が疑われた井伊直親を重臣の朝比奈泰朝に誅殺させている（ただし、井伊直親誅殺は事実ではないとする説もある）。ついで永禄7年（1564年）には飯尾連龍が家康と内通して反旗を翻した。氏真は、重臣・三浦正俊らに命じて曳馬城を攻撃させるが陥落させることができず、逆に正俊が戦死してしまう。その後、和議に応じて降った連龍を永禄8年（1565年）12月に謀殺した。飯尾氏家臣が籠城する曳馬城には再び攻撃がかけられ、永禄9年（1566年）4月に開城することによって反乱は終息をみた。
話が前後することになるが、氏真は永禄7年（1564年）4月に「三州急用」すなわち松平家康（当時）討伐のために臨時徴税を実施している。これは棟別銭徴収免除の対象者にも適用される徹底した徴収であったが、7月には北条氏康の要請を受けて武蔵国の太田資正討伐に向かってしまい、家康討伐は事実上先送りにされた。永禄7年に相次いだ酒井忠尚・吉良義昭ら三河国内の反松平派国衆の反乱とそれに続いて発生した三河一向一揆は氏真の家康討伐の動きに期待して呼応した可能性が高いとされ、その一方で氏真が臨時徴税を行いながらその徴税目的としていた家康討伐を行わなかったために今川家中に不満を招いたことが飯尾連龍らの遠州忩劇の一因になったとする指摘がある。また、遠州忩劇の発生は反松平派国衆の反乱と三河一向一揆の勢いが最も強かった時期と重なっており、氏真が臨時徴税を行いながら目的とした松平家康討伐を実施しなかったことが遠州忩劇を引き起こし、更に氏真が遠州忩劇の鎮圧に追われた影響で反松平派国衆の反乱と三河一向一揆を見殺しにしたことによって結果的には家康を滅ぼす好機を逸して彼による三河統一を助けることになったとする氏真の政治的判断ミスを指摘する見解がある。
氏真は祖母・寿桂尼の後見を受けて政治を行っていたと見られる。永禄3年（1560年）後半から永禄5年（1562年）にかけて氏真は活発な文書発給を行い、寺社・被官・国人の繋ぎ止めを図っている。外交面では北条氏との連携を維持し、永禄4年（1561年）3月には長尾景虎の関東侵攻に対して北条家に援兵を送り、川越城での籠城戦に加わらせている。また、永禄4年（1561年）に室町幕府の相伴衆の格式に列しており、幕府の権威によって領国の混乱に対処しようとしたと考えられる。内政面では、永禄9年（1566年）4月に富士大宮の六斎市を楽市とすることを富士信忠に命じ、徳政の実施を命じたり、役の免除などを行ったりした。楽市は織田信長より先んじた政策であった。しかし、これらの政策を以ても、衰退を止めることはできなかった。
『甲陽軍鑑』など後世に記された諸書には、氏真が遊興に耽るようになり、家臣の三浦義鎮（右衛門佐、小原鎮実の子）を寵愛して政務を任せっきりにしたとする。また、政権末期にはこうした特定家臣の寵用や重臣の腐敗などの問題が表面化しつつあったと指摘されている。
里村紹巴が永禄10年（1567年）5月に駿河を訪問した際に記した『富士見道記』では、氏真を初め領内の寺社や公家宅で盛んに連歌の会や茶会を興行していることが記録されている。この時期も三条西実澄や冷泉為益が駿府に滞在しており、氏真政権末期にも歌壇は盛んであった。『校訂松平記』によると、永禄10年7月には駿河に風流踊が流行し、翌年の夏にも再発した。この際、氏真自ら太鼓を叩いて興じたという。同書は三浦右衛門佐が氏真に勧めて風流踊を流行させたとしている。

### 戦国大名今川氏の滅亡
今川氏と同盟を結ぶ甲斐国の武田信玄は、永禄4年（1561年）の川中島の戦いを契機に北信地域における越後上杉氏との抗争を収束させると外交方針を転換した。桶狭間の後に氏真は駿河に隣接する甲斐河内領主の穴山信友を介して甲駿同盟の確認を行なっており、信玄も今川氏の重臣である岡部元信に侫人が氏真に対して自分に関する讒言をしていることを憂慮して執り成しを依頼する書状を送っているが、永禄8年（1565年）には氏真妹・嶺松院を室とする武田家嫡男の武田義信が廃嫡される事件が発生し、2年後の永禄10年（1567年）11月に氏真は、北条氏を通じて嶺松院を帰国させるよう要請したが、信玄は初め、これに応じなかった。のち、嶺松院は駿河に帰国した。甲駿関係においては婚姻が解消された。
同時期に武田家では世子・諏訪勝頼の正室に信長養女・龍勝院を迎え、さらに徳川家康とも盟約を結んだ。これにより甲駿関係は緊迫し、氏真は越後国の上杉謙信と和睦し、相模国の北条氏康と共に甲斐への塩止めを行ったというが、武田信玄は徳川家康や織田信長と同盟を結んで対抗したため、これは決定的なものにはならなかった。同年12月、氏真と謙信は秘密裏に同盟の交渉を始めたとされる。
永禄11年（1568年）に謙信に対して、何度かの交渉の過程で、氏真が北条や武田との協議事項と機密事項を上杉方に漏らしており重大な同盟違反をしている。同年に信玄が、今川と上杉の交渉に関する情報を掴んでいたとされる。永禄11年（1568年）に入ると、足利義昭の上洛実現のための諸大名による外交戦が本格化し、その中で氏真は同年4月ごろ、信玄は同年7月ごろに同盟破綻の認識に達したと推測されている。そして同年末に甲駿同盟は手切に至り、12月6日に信玄は甲府を発して駿河への侵攻を開始した（駿河侵攻）。12月12日、薩埵峠で武田軍を迎撃するため氏真も興津の清見寺に出陣したが、瀬名信輝や葛山氏元・朝比奈政貞・三浦義鏡など駿河の有力国人21人が信玄に通じたため、12月13日に今川軍は潰走し、駿府も占領された。氏真は朝比奈泰朝の居城・掛川城へ逃れた。早川殿のための乗り物も用意できず、また代々の判形も途中で紛失するという逃亡であった。しかし、遠江にも今川領分割を信玄と約していた徳川家康が侵攻し、その大半が制圧される。12月27日には徳川軍によって掛川城が包囲されたが、泰朝を初めとした家臣らの抵抗で半年近くの籠城戦となった。
早川殿の父・氏康は救援軍を差し向け、薩埵峠に布陣。戦力で勝る北条軍が優勢に展開するものの、武田軍の撃破には至らず戦況は膠着した。徳川軍による掛川包囲戦が長期化する中で、信玄は約定を破って遠江への圧迫を強めたため、家康は氏真との和睦を模索する。永禄12年（1569年）5月17日、氏真は家臣の助命と引き換えに掛川城を開城した。この時に氏真・家康・氏康の間で、武田勢力を駿河から追い払った後は、氏真を再び駿河の国主とするという盟約が成立する。
しかし、この盟約は結果的に履行されることはなく、氏真およびその子孫が領主の座に戻らなかったことから、一般的には、この掛川城の開城を以て戦国大名としての今川氏の滅亡（統治権の喪失）と解釈されている。
同年、今川家臣の堀江城主・大沢基胤が、徳川家康の攻撃に耐えきれず降伏しているが、その際に基胤は氏真に「奮戦してきたが、最早耐えきれない。城を枕に討死しても良いが、それは誠の主家への奉公にはならないでしょう」と、氏真に降伏を許可して貰うための書状を送っている。氏真は今川家の逼迫した情勢を考慮して基胤の意見を受け入れ、「随意にして構わない、これまでの忠誠には感謝している」と、家康の軍門へ下ることを許可しており、また基胤のこれまでの働きを労っている。基胤は家康に降伏し、堀江城主としての地位は容認され、徳川家臣となった。これにより家康との主従関係が逆転し、家康の徳川家による庇護下で江戸時代を生き残ることになる。

### 流転
掛川城の開城後、氏真は妻・早川殿の実家である北条氏を頼り、蒲原を経て伊豆戸倉城に入った（大平城との見解もある）。のち小田原に移り、早川に屋敷を与えられる。なお、氏真夫妻と共に行動していた人物の中に、伊勢宗瑞（北条早雲）の娘で今川氏重臣・三浦氏員の妻であった長松院がいたが、長松院の弟にあたる北条幻庵が氏康父子らに彼女の救助を掛け合っていたことが知られ、また早川に幻庵の所領があったことから、氏真夫妻の庇護にも幻庵が関与していたとする見方がある。
永禄12年（1569年）5月23日、氏真は北条氏政の嫡男・国王丸（後の氏直）を猶子とし、国王丸の成長後に駿河を譲ることを約した（この時点で嫡男の範以はまだ生まれていない）。しかし、実際には縁組から程なく、今川氏の家督を国王丸に譲らされ、氏真の身分は「隠居」ということにされている。また、武田氏への共闘を目的に上杉謙信に使者を送り、今川・北条・上杉三国同盟を結ぶ（実態は越相同盟）。駿河では岡部正綱が一時駿府を奪回し、花沢城の小原鎮実が武田氏への抗戦を継続するなど今川勢力の活動はなお残っており、氏真を後援する北条氏による出兵も行われた。抗争中の駿河に対して氏真は多くの安堵状や感状を発給している。これらの書状の実効性を疑問視する見解もあるが、氏真が駿河に若干の直轄領を持ち、国王丸の代行者・補佐役として北条氏の駿河統治の一翼を担ったとの見方もある。しかし、蒲原城の戦いなどで北条軍は敗れ、今川家臣も順次武田氏の軍門に降るなどしたため、元亀2年（1571年）ごろには大勢が決し、氏真は駿河の支配を回復することはできなかった。
元亀2年（1571年）10月に氏康が没すると、後を継いだ氏政は外交方針を転換して武田氏と和睦した（甲相一和）。従来の説ではこの年の12月に氏真は相模を離れ、家康の庇護下に入ったとされていた。しかし、近年になって元亀3年（1572年）5月に今川義元の13回忌が氏真夫妻によって小田原郊外の久翁寺で行われていたことが判明し、少なくとも家康の元に向かったのはそれ以降のことであったことが確定した。また、この法要の主催が氏真夫妻であることや既に嫡男の範以が生まれていること、北条氏側でも氏政の正室である黄梅院が小田原城で死去したために北条氏を継ぐ嫡男の確定が急がれたことから、氏真と（北条）氏直との縁組はこの時点で既に解消されて氏真が当主に復帰していたとする指摘もある。いずれにしても、掛川城開城の際の講和条件を頼りにしたと見られるが、家康にとっても旧国主の保護は駿河統治の大義名分を得るものであった。
元亀3年（1572年）に入ると、氏真は興津清見寺に文書を下すなど、若干の動きを見せている。天正元年（1573年）には伊勢大湊の商人に預けていた氏真の茶道具を信長が買い上げようとしたことがあり、その際に信長家臣と大湊商人の間で交わされた文書から、氏真が浜松に滞在していたことがわかる。
長谷川正一は、天正元年8月に武田信玄の死を知った奥平氏が徳川方に帰参した際に、家康が奥平氏が武田氏から得た今川氏の旧臣の所領の扱いについて氏真に相談していたことを指摘し、信玄の死を知った氏真が駿河奪還の好機とみて家康を頼り、氏政も表向きはともかくこれを阻止する対応は取らなかったのではないか、とする仮説を提示している。
天正3年（1575年）の行動は、この年1月から9月ごろまでに詠んだ歌428首を収めた私歌集『今川氏真詠草』（内閣文庫蔵）に書き残されている。氏真は1月に（恐らく浜松から）吉田・岡崎などを経て上洛の旅に出、京都到着後は社寺を参詣したり三条西実澄ら旧知の公家を訪問したりしている。『信長公記』によると、3月16日に家康の同盟者にして「父の仇」でもある織田信長と京都の相国寺で会見した。信長は氏真に蹴鞠を所望し、同20日に相国寺において公家達と共に信長に蹴鞠を披露している。『今川氏真詠草』にはこの会見に関する感慨は記されていない。4月、武田勝頼が三河長篠に侵入したことを聞くと（長篠の戦い）京都を出立して三河に戻り、5月15日から牛久保で後詰を務めている。氏真に仕えていた朝比奈泰勝は、家康の許に使者に訪れた際に設楽原での戦闘に参加し、内藤昌豊を討ち取り、家康の直臣になったというが、実際には天正7年（1579年）8月に結ばれた相遠同盟締結の際に家康の要請を受けた氏真が泰勝を北条氏政のもとに派遣をして同盟の交渉を行っているため、家康の直臣になったのはそれ以降である。
長篠の合戦後、氏真も残敵掃討に従事したのち、5月末からは数日間旧領駿河にも進入し、各地に放火している。7月中旬には諏訪原城（現在の静岡県島田市）攻撃に従った。諏訪原城は8月に落城して牧野城と改名する。なお、同年7月19日に宗誾（そうぎん）と署名した文書を発給しており、この時までに剃髪していたことが分かる。
天正4年（1576年）3月17日、家康は牧野城主に氏真を置き、松平家忠・松平康親に補佐させた。しかし、天正5年（1577年）3月1日に氏真は浜松に召還されている。1年足らずでの城主解任であった。また、城主時代に剃髪したらしく、牧野城主解任時に家臣・海老江弥三郎に暇を与えている。この文書が、今川家当主として氏真が発給した現存最後の文書となる。しかし、この書状について浜松に召還されたのは海老江の方とする解釈を取る研究者もおり、この考えでは氏真は牧野城主を解任されていない可能性もある。長谷川正一は、牧野城番に任じられた松平家忠が氏真が挨拶を受けたとする『家忠日記』天正7年10月8日条の記事があり、その後も少なくても天正9年（1581年）6月までは家忠と「氏真衆」と表記された氏真家臣との交流が見られることから、少なくても氏真はこの時期までは牧野城主の地位にあり、普段は浜松で家康に近侍して、必要に応じて牧野城に通っていた可能性を指摘している。長谷川はある時期（恐らく相遠同盟成立ごろ）まで、氏真が浜松で徳川氏の外交にも関与していたとしている。
前述の通り、相遠同盟締結の際に家康の要請を受けた氏真が交渉に関与し、天正10年（1582年）の甲州征伐の際にも浜松城の留守居を務めていることから、政治的な役割が決して失われていないことが分かる。

### 後半生
牧野城主解任後の動向は不明であるが、天正11年（1583年）7月、近衛前久が浜松を訪れ、家康が饗応した際には、氏真も陪席している（『景憲家伝』『明良洪範』）。この後しばらくの消息は再び不明となる。
黒田基樹は天正18年（1590年）に徳川家康が駿河を含めた5か国から関東に移封されたことをきっかけに家康の元を離れて京都に移住したと推測している。
天正19年（1591年）9月、山科言経の日記『言経卿記』に氏真は姿を現す。仙巌斎（仙岩斎）という斎号を持つようになった氏真は、言経初め冷泉為満・冷泉為将ら旧知・姻戚の公家などの文化人と往来し、冷泉家の月例和歌会や連歌の会などにしきりに参加したり、古典の借覧・書写などを行っていたことが記されている。文禄4年（1595年）の『言経卿記』には言経が氏真と共に石川家成を訪問するなど、この時期にも徳川家と何らかの繋がりがあることが推測される。
京都在住時代の氏真は、豊臣秀吉あるいは家康から与えられた所領からの収入によって生活をしていたと推測されている。
のちの慶長17年（1612年）に、家康から近江国野洲郡長島村（現在の滋賀県野洲市長島）の「旧地」500石を安堵されているが、この「旧地」の由来や性格ははっきりしていない。
慶長3年（1598年）、氏真の次男・品川高久が徳川秀忠に出仕している。慶長12年（1607年）には長男・範以が京都で没する。慶長16年（1611年）には、範以の遺児・範英（直房）が徳川秀忠に出仕した。
『言経卿記』の氏真記事は、慶長17年（1612年）正月、冷泉為満邸で行われた連歌会に出席した記事が最後となる。4月に氏真は、郷里の駿府で大御所家康と面会している。『寛政重修諸家譜』によれば、氏真の「旧地」が安堵されたのはこの時であり、また家康は氏真に対して品川に屋敷を与えたという。氏真はそのまま子や孫のいる江戸に移住したものと思われ、慶長18年（1613年）に長年連れ添った早川殿と死別した。
慶長18年（1613年）の末に徳川家康が江戸城で年を越した際、氏真と範英（直房）が家康にたびたび出仕し、家康が氏真に三河吉良氏と関東吉良氏の繋がりについて尋ねたという記録が残されている。
慶長19年（1614年）12月28日、江戸で死去。享年77。葬儀は氏真の弟・一月長得が江戸市谷の萬昌院で行い、同寺に葬られた。寛文2年（1662年）、萬昌院が牛込に移転するのに際し、氏真の墓は早川殿の墓と共に、今川家知行地である武蔵国多摩郡井草村（現在の東京都杉並区今川二丁目）にある宝珠山観泉寺に移された。

## 研究
氏真の家督継承時期について、米原正義は弘治3年（1557年）正月の氏真邸の歌会始を今川家の歌会始とし、義元生前の家督譲渡の可能性を初めて指摘した。
有光友學は「如律令」朱印の文書発給から永禄2年（1559年）5月段階で家督が継承されていたとする。
長谷川弘道は『言継卿記』弘治3年（1557年）正月の記載を「屋形五郎殿」と解釈し、この時点で家督継承がなされていたとする。
黒田基樹は長谷川説を支持した上で、家督の継承と当主の権限の移譲の問題は切り離して考えるべきであるとする。黒田によれば、駿河・遠江の統治と譜代家臣の統率は氏真、三河統治と御一家衆と国衆の統率、軍事・外交は義元が管轄していた。桶狭間の戦いに氏真が出陣しなかったのも、この役割分担に従ったものであるとしている。しかし、家臣の中には氏真が管轄している分野でも依然として父・義元、更にその母の寿桂尼に相談する者があったという。黒田は北条氏康から氏政への家督継承も実際の権限の移譲に7年間かけていることから義元もそれくらいの期間をかけて少しずつ権限を譲るつもりだったのだろうと推測しているが、桶狭間の戦いによってそれが3年半で中断する形となったことがその後の混乱の一因とみている。
ただし、時期を確定する上ではいずれも決定的とはいえない。

## 人物

### 後世の評価
松平定信が随筆『閑なるあまり』の中で「日本治りたりとても、油断するは東山義政の茶湯、大内義隆の学問、今川氏真の歌道ぞ」と記しているように、江戸時代中期以降に書かれた文献の中では、和歌や蹴鞠といった娯楽に溺れ国を滅ぼした人物として描かれていることが多い。19世紀前半に編集された『徳川実紀』は、今川家の凋落について、桶狭間の合戦後に氏真が「父の讐とて信長にうらみを報ずべきてだてもなさず」、三河の国人たちが「氏真の柔弱をうとみ今川家を去りて当家〔徳川家〕に帰順」したと描写している。こうした文弱な暗君のイメージは、今日の歴史小説やドラマにおいてもしばしば踏襲されている。
江戸時代初期に成立した『甲陽軍鑑』品第十一では、「我が国を亡し我が家を破る大将」の一種として「鈍過たる大将（馬嫁なる大将）」が挙げられており、氏真が今川家を滅ぼした顛末が述べられている。氏真は心は剛勇であったと描かれているが、譜代の賢臣を重んじず、三浦義鎮のような「佞人」を重用して失政を行ったという点に重点を置いて批判されている。
一方、武田氏滅亡後に氏真が大名として取り立てられる可能性が囁かれ、家康に仕えていた今川氏の旧臣の中には今川氏に復帰できるのではないか、と期待する動きがあったことが知られており、氏真が家臣達から本当に暗愚で家を保てない人物と見られているのであれば、そのような動きは起こらないのではないか、とする研究家の指摘もされている。
大名時代は内政、特に治水工事に注力し菊川市棚草の雲林寺跡地に「今川さま」と呼ばれる今川氏真公を祀る祠があり、木札には「今川用水」と呼ばれる丹野川から取水する用水路があり、「遠州棚草村文書」の中には、氏真が棚草の領主であった朝比奈孫十郎公宛てに出した朱印状が残されており、「他郷からの干渉を禁止する」等の用水に関する特権を保証する内容が書かれており治水工事に関するいくつかの郷にまたがる治水工事を認め、領内の石高を増やし農民の水不足を大幅に改善した。

### 文化人としての氏真
和歌・連歌・蹴鞠などの技芸に通じた文化人であったという。
結果として子孫にも教育で受け継がれ、今川家代々の公家文化の高い能力を活かし、氏真の子孫達が江戸幕府の朝廷や公家との交渉役として高家に抜擢されたので、安土桃山時代（戦国時代）の戦で武功を上げることはできなかったが、役人としては江戸時代になって平和になってから今川家の子孫が文化人の能力で登用されている。また幕末の鳥羽・伏見の戦いで旧江戸幕府軍が敗れ、新政府軍が江戸を目指して進軍すると、高家として朝廷と交流してきた今川範叙が若年寄を兼任した。
家康の徳川家に臣従して、子の今川範以らが江戸幕府（徳川幕府）に重用されているので、平和の時代に今川家の家訓で必要な能力を先取りしたという意味では、義元の代からの公家文化習得が功を奏している。

#### 和歌

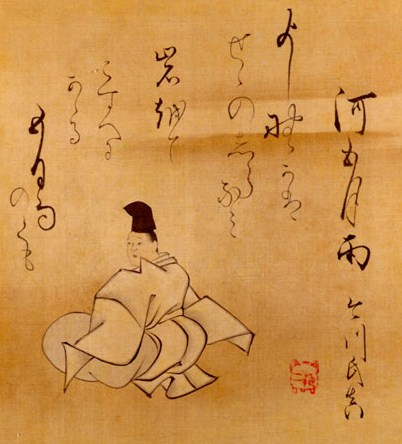
『集外三十六歌仙』の今川氏真

氏真は生涯に多くの和歌を詠んだ。観泉寺史編纂刊行委員会編『今川氏と観泉寺』には1,658首が収録されている。
氏真の少年時の文化的な環境から、駿河に下向していた権大納言・冷泉為和や、詩歌に通じていた太原雪斎などから指導を受けたとも考えられるが、具体的なことは知られていない。
『今川氏と観泉寺』を編纂した一人であり、中古・中世和歌史の研究者である井上宗雄は、氏真の作品を優美平明を旨とする中世和歌の伝統的手法に則った作品と評している。「その作品は、すべてが優れたものでなく、全体的に当時の水準を抜くものではなかったにしろ、時には水準に迫り、また少数ながら新しみのある歌、個性的な歌が存することは注目される。なお多くの平凡な歌が全く無駄だったとは思われない。常に歌に精神の中心を置いていればこそ、緊張感のみなぎった時には、調べの張った、個性的な歌を生んだのである」。氏真は、後水尾天皇選と伝えられる集外三十六歌仙にも名を連ねている（集外三十六歌仙は連歌師や武家歌人が多いことが特徴であり、ほかに武田信玄や北条氏康・氏政も数えられている）。

#### 蹴鞠
織田信長の前で蹴鞠を披露した逸話で知られる。『信長公記』の記載では、氏真が蹴鞠をすることを聞き及んでいた信長が所望したという。同時代の史料で確認できる氏真と蹴鞠との関わりは、この『信長公記』の記載と、青年期の氏真に山科言継が鞠を贈ったという『言継卿記』の記載程度しかない。
駿河に下向していた飛鳥井流宗家の飛鳥井雅綱から手ほどきを受けたとされる。江戸時代初期に成立した笑話集『醒睡笑』には、氏真が賀茂神社神官の松下述久に師事したことが記されている。

#### 剣術
塚原卜伝に新当流の剣術を学んだ。
なお、江戸時代の剣・居合・棒術の流派に、駿河の今川越前守義真（義直、吉道とも）を始祖と称する「今川流」、仙台藩に伝わる剣・居合の流派に今川越前守重家（吉道とも）を始祖と称する「今川兼流」がある。『武芸流派大事典』は義真を氏真と同一人物と推測しているが、根拠は示されていない。『撃剣叢談』によると、今川越前守義真は駿河今川氏庶流の人物といい、氏真とは別人である。

### 交友関係
山科言継
言継の義母（山科言綱の正室）・黒木の方が寿桂尼の姉という関係で、黒木の方は妹を頼って駿河に下向していた。弘治2年（1556年）から翌年にかけての駿河下向の際の『言継卿記』は、貴重な史料となっている。言継の子・言経との交友も深かった。
里村紹巴
永禄10年（1567年）に駿河を訪問した際の『富士見道記』では、氏真が連歌を興行していることが記録されている。
一華堂乗阿
長善寺住持。武田信虎の庶子あるいは猶子とも伝える。
松平家忠
深溝松平氏当主。『家忠日記』には「氏真様」と敬称付きで記されている。
沢庵宗彭
交友があったらしく、『明暗双々記』に氏真の死を悼む詩を残している。

### 逸話
氏真に関しては、以下のような逸話が伝えられている。
- 『続武家閑談』は、天正10年（1582年）に武田氏が滅ぼされた際、家康が信長に「駿河を氏真に与えたらどうか」と言ったと記す。信長は「役にも立たない氏真に駿河を与えられようか、不要な人を生かすよりは腹を切らせたらいい」と答えた。これを伝え聞いて氏真は驚き、いずれかへ逃げ去っていたが、そのうちに本能寺の変が発生したという。
- 『及聞秘録』には、晩年家康を頼った氏真が江戸城をたびたび訪れては長話をしたために家康が辟易し、江戸城から離れた品川に屋敷を与えたと記されている。
- 『故老諸談』には、氏真と家康が和歌について談じたことが記される。氏真が和歌の道の奥深さや言葉選びの難しさを語るのに対して、家康は技法にこだわるよりも思いのままに詠むのがよいと返している。

### 肖像画
妻の早川殿と対になった肖像画（遺像）があり、現在米国の個人が所蔵している。元和4年（1618年）2月に著された雲屋祖泰（妙心寺107世）の讃から、没後間もない時期に遺族によって供養・追慕のために描かれたものとみられる。（『静岡県史研究』9号、1993年）に口絵として大型の図版（モノクロ）が掲載されているほか、『図説静岡県史（静岡県史別編3）』（1998年）が夫妻の肖像をカラーで載せている。近年発行された入手しやすい書籍では有光（2008年）が氏真像のみを図版として載せている。早川殿の肖像画と共に静岡市歴史博物館の開館時より展示されている。

### 偏諱を受けた人物
- 岡部真幸（岡部元信の別名）
- 岡部真堯（元信の子）
- 三浦真明（軍記物では三浦義鎮として知られる）

## 系譜
- 父：今川義元
- 母：定恵院 - 武田信虎の長女
- 正室：早川殿 - 北条氏康娘
  - 女子：吉良義定正室
  - 嫡男：今川範以
  - 次男：品川高久
  - 三男：西尾安信
  - 四男：澄存
- 側室：庵原忠康娘
- 猶子
  - 男子：北条氏直

## 登場する作品
小説
- 赤木駿介『天下を汝に―戦国外交の雄・今川氏真』（新潮社、1991年）、ISBN 978-4-1038-1901-1、ISBN 4103819014。
- 戸部新十郎「睡猫」（徳間文庫『秘剣龍牙』収録、1999年)、ISBN 978-4-1989-1163-8。
- 伊東潤『国を蹴った男』（講談社、2012年10月）、ISBN 978-4-0621-7991-1。
- 蝸牛くも『天下一蹴 今川氏真無用剣』（SBクリエイティブ、2019年1月）、ISBN 978-4-7973-9813-7。
- 秋山香乃『氏真、寂たり』（静岡新聞社、2019年9月）、ISBN 978-4-7838-1120-6。
- 今村翔吾『蹴れ、彦五郎』（祥伝社『蹴れ、彦五郎』収録の表題作、2022年7月）、ISBN 978-4-3966-3627-2。

テレビドラマ
- 『徳川家康』（NHK大河ドラマ、1983年） 演：林与一
- 『徳川家康』  (TBS大型時代劇スペシャル、1988年)　 演：沖田浩之
- 『武田信玄』（NHK大河ドラマ、1988年） 演：神田雄次
- 『風林火山』（NHK大河ドラマ、2007年） 演：風間由次郎
- 『おんな城主 直虎』（NHK大河ドラマ、2017年） 演：尾上松也
- 『どうする家康』 （NHK大河ドラマ、2023年） 演︰溝端淳平

マンガ
- 湯野由之（漫画）、蝸牛くも（原作）、伊藤悠（キャラクター原案）『天下一蹴 -今川氏真無用剣-』（ヤングガンガン、ガンガンONLINE、マンガUP!、スクウェア・エニックス、2018年11月 - 2019年12月、全2巻、上記小説作品のコミカライズ）
- 幾花にいろ（漫画）、伊東潤（原作）『国を蹴った男』（ミステリーボニータ（秋田書店）2022年8月号 - 2025年1月号、全2巻、上記小説作品のコミカライズ）